# Второй кабинет маркиза Рокингема
Второй кабинет Рокингема — британское правительство премьер-министра лорда Рокингема, которое пришло к власти в марте 1782 года, после падения министерства лорда Норта. Смена правительства произошла из-за военных неудач в Америке, в Индии и на Карибах и из-за растущей непопулярности войны. По словам американского историка Джона Фиска «приход к власти Рокингема означал не только приближение независимости США, но говорил о падении единственной большой опасности, которая угрожала английским свободам со времён изгнания Стюартов: личной власти Георга III, которую он намеревался установить, с её всеобъемлющей коррупцией и бесзастенчивым нарушением закона».
Кабинет Рокингема успел принять несколько важных антикоррупционных мер, но не смог прийти к согласию относительно внешней политики. Рокингем внезапно умер, и королю пришлось формировать новое правительство во главе с лордом Шелберном. Через год ему на смену пришло правительство Фокса-Норта.

## Падение министерства Норта
Кабинет лорда Норта постепенно терял популярность за время войны с Америкой: летом 1780 года успехи британской армии в Южной Каролине немного улучшили позицию Норта, но осенью парламент был переизбран, и, несмотря на большие расходы на покупку лояльности парламентариев, новый состав парламента был всё так же настроен против Норта. В 1781 году капитулировала армия Корнуоллиса, начались неудачи в Индии, в мае 1781 года испанцы захватили Пенсаколу, в феврале 1782 – Минорку, и продолжали осаждать Гибралтар. Британия утратила все владения на Карибах кроме Ямайки, Барбадоса и Антигуа. В Европе у Георга III не осталось ни одного союзника. На море Британии удавалось побеждать: в апреле 1782 адмирал Родни разбил французский флот у острова Всех Святых, а летом удалось разбить испанцев под Гибралтаром. Таким образом, к осени 1782 года Британия проигрывала войну только в Америке.
Однако, успехи флота уже не могли спасти министерство Норта; после капитуляции Корнуоллиса только король ещё надеялся продолжать войну в Америке, но и то лишь ради того, чтобы удержать Чарльстон и Нью-Йорк. Он не хотел признавать независимость колоний, заявляя, что лучше отречётся от трона и уедет в Ганновер. К началу 1782 года американцам удалось выбить англичан из Южной Каролины. Это усилило парламентскую оппозицию. Генерал Конвей предложил подать королю петицию с предложением окончить войну, и она была отклонена, но лишь перевесом в один голос. 20 марта 1782 года лорд Норт понял бессмысленность всех усилий и подал в отставку.
К тому времени партия вигов в Палате общин была настроена дружественно к американцам, виги иногда говорили об американской Континентальной армии как о «нашей армии», препятствовали рекрутскому набору, и в целом открыто сочувствовали американцам, что дало повод Джорджу Онслоу заявить (в речи в поддержку Норта), что все неудачи в Америке происходят из-за поддержки «этой самой Палаты». На тот момент самым влиятельным политиком был маркиз Бекингем, сторонник признания независимости США, которого король не любил. Лорд Шелберн был менее влиятельным и имел больше врагов, и король решил, что он будет наиболее безопасным главой правительства. В его руках партия вигов не сможет стать достаточно сильной, и неизбежно возникнут разногласия. Поэтому король предложил возглавить кабинет Шелберну, но тот отказался, и королю пришлось назначить главой правительства лорда Рокингема.

## Министерство Рокингема
В новое правительство попали так называемые «старые виги»: сам Рокингем, лорд Джон Кавендиш, Чарльз Фокс, виконт Кеппель и герцог Ричмонд. Пятеро были «новыми вигами»: герцог Графтон, лорд Шелберн, лорд Кэмден, барон Ашбертон и генерал Конвей. 11-м членом кабинета стал представитель партии тори, лорд Терлоу, перешедший в новое правительство из кабинета лорда Норта. В этом правительстве сам Рокингем ни на что не влиял: он был хорошим партийным лидером, но слабым управленцем, и его здоровье ухудшалось, поэтому он ни в чём не участвовал. Главенствовали Фокс и Шелберн, которые конфликтовали друг с другом, а Турлоу доносил королю все новости об их трениях. В правительстве с самого начала не было единства: когда Уильям Питт Младший предложил парламентскую рефому, голоса кабинета разделились. Шелберн был за реформу, и Фокс тоже за, а герцог Ричмонд даже предложил ввести всеобщее избирательно право, но сам Рокингем был против. Предложение Питта было отклонено, хотя и с небольшим перевесом в 20 голосов.
Правительство Рокингема было слабым и недолгим, но ему удалось принять несколько важных решений. Ему удалось успокоить волнения в Ирландии и принять закон, запрещающий голосовать сборщикам налогов, что помешало королевской администрации влиять на процесс выборов. Была проведена экономическая реформа, которая сократила количество лиц, получающих пенсию и ликвидировала секретные фонды, который администрация использовала для коррупционных схем. Вместе с тем внутри правительства ширились разногласия, особенно по вопросу мирных переговоров. Фокс, как министр иностранных дел, должен был вести переговоры с Францией, Испанией и Голландией, а Шелберн, как министр колоний – вести переговоры с США, которые всё ещё считались колонией. Поскольку между Фоксом и Шелберном не было согласия, то Георг III имел основания надеяться на срыв переговорного процесса.
Фокс и Шелберн не сходились во мнении о переговорах: Фокс полагал, что если Британия признает независимость США, то у Франции не будет других требований, и предлагал признать США сразу – отчасти потому, что признанные независимым государством США переходили в ведение его министерства. Шелберн считал, что признание надо отложить, чтобы в обмен на него выторговать какие-то уступки. Фокс отправил на переговоры в Париж Томаса Гренвилла, и тот встретился с французским министром иностранных дел Верженном, но поскольку новости о победе адмирала Родни ещё не достигли Европы, то Верженн проявил неуступчивость. Тогда было решено договориться с США о признании независимости и тем разорвать их союз с Францией. В конце июня Фокс потребовал от кабинета немедленно признать США, но ему было отказано, и он объявил, что уходит в отставку. Уже это могло разрушить всё правительство, но на следующий день, 1 июля, лорд Рокингем внезапно умер, что положило конец его правительству.

## Последствия
«Старым вигам» было непросто найти преемника Рокингему: Бёрк был хорошим управленцем, но плохим политическим лидером, Фоксу многие не доверяли из-за того, что он часто менял взгляды, а герцог Ричмонд, хоть и был хорошим политиком, имел слишком радикальные взгляды на парламентскую реформу. В итоге был выбран герцог Портленд (Уильям Кавендиш), но король объявил, что уже выбрал Шелберна. Фокс и Кавендиш покинули правительство, Кеппел и Ричмонд остались, Уильям Питт Младший занял место Кавендиша. Новому правительству досталось в наследство проблема заключения мирного договора, но его задача существенноу простилась после победы адмирала Родни и успехов под Гибралтаром. .

## Состав кабинета

### Министры
- Первый лорд казначейства, лидер палаты лордов — маркиз Рокингем (27 марта — 1 июля 1782);
- Лорд-канцлер — барон Терлоу (3 июня 1778 — 7 апреля 1783);
- Лорд-председатель Совета — барон Камден (27 марта 1782 — 2 апреля 1783);
- Лорд-хранитель Малой печати — герцог Графтон (1782 — 1783);
- Канцлер казначейства — лорд Джон Кавендиш (27 марта — 10 июля 1782);
- Министр внутренних дел — граф Шелберн (27 марта — 10 июля 1782);
- Министр иностранных дел, лидер палаты общин — Чарльз Джеймс Фокс (27 марта — 5 июля 1782);
- Первый лорд Адмиралтейства — виконт Кеппель (1782 — 1783);
- Канцлер герцогства Ланкастерского — лорд Ашбертон (17 апреля 1782 — 29 августа 1783);
- Генерал-фельдцейхмейстер — герцог Ричмонд (1782 — 1783);
- Верховный главнокомандующий — Генри Сеймур Конвей (1782 — 1783).

### Министры не входящие в состав кабинета
- барон Грэнтэм — первый лорд торговли;
- Исаак Барре — казначей военно-морского флота;
- Томас Таунсенд — министр по военным делам;
- Эдмунд Бёрк — казначей вооруженных сил;
- герцог Портленд — лорд-лейтенант Ирландии;